# Pterogeniidae
Pterogeniidae là một họ bọ cánh cứng, thuộc phân bộ Polyphaga.

## Các chi
- Anogenius Löbl & Leschen, 1994
- Histanocerus Motschulsky, 1858
- Katagenius Burckhardt & Löbl, 1992
- Kryptogenius Burckhardt & Löbl, 1992
- Laenagenius Löbl, 2005
- Pterogenius Candèze, 1861
- Tychogenius Burckhardt & Löbl, 1992